# Вариативный макрос
Вариативный макрос — возможность препроцессором Си при помощи специального макроса объявлять поддержку различного числа аргументов.
Макрос с переменным числом аргументов был представлен в ревизии ISO/IEC 9899:1999 (C99) стандарта языка программирования Си в 1999.  Также такие макросы были введены в ISO/IEC 14882:2011 (C++11) стандарта языка программирования C++ в 2011 году.

## Синтаксис объявления
Синтаксис объявления схож с синтаксисом вариативной функции: пропуск «...» используется для обозначения того, что нуль или более аргументов могут быть переданы. При расширении макросом каждый вызов специального идентификатора __VA_ARGS__ в списке замещения макроса заменяется переданными аргументами.
Доступ к индивидуальным аргументам в списке формальных параметров не осуществляется ни по значению, ни по способу, которым они были переданы. 
В gcc в списке формальных параметров макроса могут быть как обозначенные аргументы (specified arguments), так и переданные вариативно (см. пример).

## Поддержка
GNU Compiler Collection, начиная с версии 3.0, C++ Builder 2006 и Visual Studio 2005  поддерживают макросы с переменным числом аргументов при компиляции кода как на языке Си, так и на языке C++. Кроме того, GCC поддерживает вариативные макросы при компиляции кода на языке Objective-C.

## Пример
Если требуется printf-подобная функция dprintf(), принимающая имя файла и номер строки, из которой вызывается в качестве аргумента, можно использовать следующий макрос:
```
void
 
realdprintf
 
(
char
 
const
 
*
file
,
 
int
 
line
,
 
char
 
const
 
*
fmt
,
 
...);
 

#define dprintf(...) realdprintf(__FILE__, __LINE__, __VA_ARGS__)

```

dprintf() может быть вызвана как:
```
dprintf
(
"Hello, world"
);

```

который дополняется до:
```
realdprintf
(
__FILE__
,
 
__LINE__
,
 
"Hello, world"
);

```

или:
```
dprintf
(
"%d + %d =%d"
,
 
2
,
 
2
,
 
5
);

```

который дополняется до:
```
 

realdprintf
(
__FILE__
,
 
__LINE__
,
 
"%d + %d =%d"
,
 
2
,
 
2
,
 
5
);

```

Пример неполный не отражает возможности, добавлю:
```
#define  CALL( _obj, _mtd, _specifiedArg1,_specifiedArg2, ... )  _obj->_mtd(_specifiedArg2,_specifiedArg1, __VA_ARGS__) 

```

таким образом можно манипулировать частью обозначенных аргументов, в примере аргументы поменяны местами.

## Альтернативы
В некоторых случаях альтернативой вариативным макросам может служить обычный макровызов. Например, следующий код можно использовать для отладки:
```
#ifdef TRACING

#define TRACE(_p)	printf _p

#else

#define TRACE(_p)

#endif

```

Если макрос TRACING определен во время компиляции, вызов макроса TRACE будет эквивалентен вызову функции printf:
```
TRACE
((
"Выполняется строка %d
\n
"
,
 
__LINE__
));

```

Если макрос TRACING не был определен, во время работы программы печать сообщения выполняться не будет. Обратите внимание, что параметры вызова данного макроса должны быть заключены в двойные скобки.
В некоторых других случаях вместо вариативных макросов можно использовать функционал stdargs языков Си/C++ и вызов функции vprintf.
Другой пример:
```
#if defined ( DEBUG_MCU )

  
#define TRACE( args ... )    printf( args )

#else

  
#define TRACE( args ... )

#endif

```